# NGC 3514
NGC 3514 este o astronomical radio source⁠(d) situată în constelația Cupa. A fost descoperită în 22 martie 1835 de către John Herschel. Se află la o distanță de 54,75 de megaparseci de Pământ.